# Eleições municipais no estado da Bahia em 2024
As eleições municipais no estado da Bahia em 2024 ocorreram, em primeiro turno, no dia 6 de outubro, e nos municípios que podem ter segundo turno, em 27 de outubro, com o objetivo de eleger um prefeito, um vice-prefeito e os vereadores das Câmaras Municipais responsáveis pela administração dos 417 municípios existentes no estado da Bahia para o exercício de um mandato a se iniciar em 1° de janeiro de 2025 e com término em 31 de dezembro de 2028..

## Calendário eleitoral
| Início        | Fim           | Atividades | Status    |
| ------------- | ------------- | --- | --------- |
| 7 de março    | 5 de abril    | Janela partidária para vereadores trocarem de partido visando concorrer às eleições sem perder o mandato. | Realizado |
| 6 de abril    | 6 de abril    | Data-limite para todas as legendas e federações partidárias obterem o registro dos estatutos no TSE e para todos os candidatos terem domicílio eleitoral na circunscrição em que desejam disputar as eleições com a filiação deferida pelo partido. | Realizado |
| 15 de maio    | 15 de maio    | Início da campanha de arrecadação prévia de recursos na modalidade de financiamento coletivo para pré-candidatos, sem realização de pedidos de voto e obedecendo a regras relativas à propaganda eleitoral na Internet.                             | Realizado |
| 20 de julho   | 5 de agosto   | Realização de convenções partidárias para deliberar sobre coligações e escolher candidatos às prefeituras e aos cargos de vereador. Os partidos têm até 15 de agosto para registrar os nomes na Justiça Eleitoral.                                  | Realizado |
| 16 de agosto  | 16 de agosto  | Início das campanhas eleitorais de forma igualitária, podendo qualquer publicidade ou manifestação com pedido explícito de voto antes da data ser considerada irregular e multada.                                                                  | Realizado |
| 30 de agosto  | 3 de outubro  | Veiculação da propaganda eleitoral gratuita no rádio e na televisão. | Realizado |
| 6 de outubro  | 6 de outubro  | Realização do primeiro turno das eleições municipais. | Realizado |
| 11 de outubro | 25 de outubro | Veiculação da propaganda eleitoral gratuita no rádio e na televisão para o segundo turno. | Realizado |
| 27 de outubro | 27 de outubro | Realização de um eventual segundo turno nas cidades com mais de 200 mil eleitores em que o candidato a prefeito mais votado não tenha atingido a metade mais um dos votos válidos.                                                                  | Realizado |

## Prefeituras municipais baianas atuais
O resultado das últimas eleições municipais e a situação atual das prefeituras municipais baianas, discriminadas por partidos políticos, está abaixo:

### Candidatos à reeleição
Em 2024, 224 dos 417 prefeitos eleitos buscam a reeleição, conforme a seguinte tabela:
| Filiação | Filiação      | Prefeitos   | Prefeitos       | +/–     |
| Filiação | Filiação      | 2020        | 2024            | +/–     |
| -------- | ------------- | ----------- | --------------- | ------- |
|          | PSD           | 105         | 72              | 33      |
|          | Avante        | 4           | 29              | 25      |
|          | PT            | 32          | 27              | 5       |
|          | UNIÃO         | não existia | 18              | 18      |
|          | PP            | 88          | 17              | 71      |
|          | MDB           | 14          | 13              | 1       |
|          | PSB           | 29          | 12              | 17      |
|          | PCdoB         | 16          | 10              | 6       |
|          | PSDB          | 14          | 6               | 8       |
|          | PDT           | 13          | 5               | 8       |
|          | PODE          | 4           | 4               | Estável |
|          | Republicanos  | 9           | 4               | 5       |
|          | PV            | 0           | 2               | 2       |
|          | PRD           | não existia | 2               | 2       |
|          | Solidariedade | 3           | 2               | 1       |
|          | PL            | 20          | 1               | 19      |
|          | Patriota      | 0           | partido extinto | Estável |
|          | PSL           | 1           | partido extinto | 1       |
|          | PSC           | 3           | partido extinto | 3       |
|          | PTB           | 3           | partido extinto | 3       |
|          | DEM           | 39          | partido extinto | 39      |
| Total    | Total         | 224         | 224             | 224     |

## Candidatos às prefeituras municipais
O Tribunal Regional Eleitoral no estado da Bahia (TRE-BA) registrou o total de 1.139 candidaturas a prefeito distribuídos pelos 417 municípios, o que dá uma média de 2,73 candidatos por município.
Entre os partidos políticos, o PSD é a agremiação que registrou o maior número de candidatos para a chefia do Poder Executivo dos municípios baianos, com 227 candidaturas. Em seguida, vem o PT com 157 candidaturas, o Avante com 131, o MDB, com 118 candidatos a prefeito, o PP com 84 e o União Brasil com 81.
Os municípios com maior números de candidatos a prefeito e vice-prefeito foram:
| Candidatos     | Municípios |
| -------------- | --- |
| 7 Candidaturas | Salvador |
| 6 Candidaturas | Alagoinhas, Amélia Rodrigues, Camaçari, Carinhanha, Eunápolis, Itamaraju, Itanhém, Ituberá, Paulo Afonso e Valença. |

### Perfil dos candidatos
Quanto ao demarcador social de raça, entre os 1.139 candidatos a prefeitos, 643 deles se declararam pardos (56,45%); 103 pretos (9,04%); 386 brancos (33,88%); e 2 amarelos, ou seja, asiáticos (0,17%). Outros 0,44% não registraram declaração de cor. Nenhum se declarou indígena.
Quanto ao demarcador social de sexo, o perfil das candidaturas a prefeito na Bahia mostra ainda que 84% são do sexo masculino (962 candidatos), enquanto apenas 16% são do sexo feminino (177 candidatas). Quanto ao gênero ou orientação sexual, 522 candidatos optaram por divulgar a orientação e 618 escolheram não revelar. Entre os que optaram por divulgá-la, a maioria absoluta dos candidatos se declarou heterossexual: 99,43%, enquanto outros 0,38% se declararam gay e 0,19% assexual.
Considerando as ocupações profissionais, as mais frequentes são a de empresário com 179 candidaturas; a de prefeito, opção feita por 158 candidatos sem outra profissão; a de advogado correspondente a 86 candidaturas; a de agricultor com 63 candidaturas; a de vereador, opção feita por 58 candidatos sem outra profissão; a de médico, com 50 candidatos; e a de comerciante que reúne 49 candidatos.
Em relação à formação educacional dos candidatos a prefeito, 598 candidatos (52,50%) declararam possuir formação universitária, ou seja, diploma de Ensino Superior completo, enquanto 55 candidatos (4,82%) chegaram a ingressar em uma universidade, porém, não priorizaram a conclusão de seu curso. Há 344 candidatos (30,20%) que possuem o Ensino Médio completo e 33 candidatos (2,89%) declaram ter o ensino médio incompleto.

## Principais eleições por território de identidade
A Bahia possui 27 territórios de identidade que atrelam a ideia de pertencimento identitário das populações locais a certos espaços territoriais. Assim, considerando todo o estado da Bahia, os principais colégios eleitorais por territórios de identidade são os seguintes:
| Território de Identidade | Território de Identidade       | Principal município do território | Candidatos a prefeito no município de destaque |
| ------------------------ | ------------------------------ | --------------------------------- | --- |
| 1                        | Irecê                          | Irecê                             | - Rogério "Figueredo" (PDT); - Murilo Franca (PSB) |
| 2                        | Velho Chico                    | Bom Jesus da Lapa                 | - Patrícia Assis (PMB); - Joãozinho Magalhães (PRD); - Eures Ribeiro (PSD); - Fábio Nunes (PT)                                                                     |
| 3                        | Chapada Diamantina             | Seabra                            | - Joaquim "Neto da Pousada" (PCdoB); - Mário "Marinho" (PMB); - Rosilene "Nenenzona" (PP); - Diogo Teixeira (PRTB)                                                 |
| 4                        | Sisal                          | Serrinha                          | - Cyro Novais (MDB); - Elydir Vitória (PRTB); - Claudionor "Ferreirinha" (PSD); - Jorge "Rock" (REDE); - Viviany "de Elizeu" Eloi (REPU)                           |
| 5                        | Litoral Sul                    | Itabuna                           | - Augusto Castro (PSD); - Chico França (PL); - Isaac Nery (PDT); - Fabrício "Pancadinha" (SD); - Cleonice Monteiro (REDE)                                          |
| 6                        | Baixo Sul                      | Valença                           | - Hilton Couceiros (Avante); - Jairo "do BB" (PDT); - Jucélia Nascimento (PODE); - Marcos Medrado (PV); - Paulo "do Ferro Velho" (PP); - Valdemar "da Conect" (SD) |
| 7                        | Extremo Sul                    | Teixeira de Freitas               | - Eujácio Dantas (PSD); - Anacleto França "Coronel França" (PL); - Marcelo Belitardo (UNIÃO); - Rafael Lemos (PP); - Uldurico Júnior (MDB)                         |
| 8                        | Médio Sudoeste da Bahia        | Itapetinga                        | - Alfredo Cabral (MOBILIZA); - Cida Moura (PSD); - Eduardo Hagge (MDB)                                                                                             |
| 9                        | Vale do Jequiriçá              | Jaguaquara                        | - Edione Agostinone (PT); - Raimundo "do Caldo" (PSD); |
| 10                       | Sertão do São Francisco        | Juazeiro                          | - Suzana Ramos (PSDB); - Marcos Andrei (MDB); - Márcio Jandir (PP).                                                                                                |
| 11                       | Bacia do Rio Grande            | Barreiras                         | - Danilo Henrique (PP); - Davi Schmidt (NOVO); - Otoniel Teixeira (UNIÃO); - Tito Cordeiro (PT).                                                                   |
| 12                       | Bacia do Paramirim             | Macaúbas                          | - Aloisio Rebonato (MDB); - Amélio Costa Junior "Amelinho" (PT).                                                                                                   |
| 13                       | Sertão Produtivo               | Guanambi                          | - Ruy Azevedo (PT); - Nal Azevedo (Avante); - Valmir "da CONAR" (PMB).                                                                                             |
| 14                       | Piemonte do Paraguaçu          | Itaberaba                         | - David Anjos (Avante); - João Mascarenhas Filho (PSD). |
| 15                       | Bacia do Jacuípe               | Ipirá                             | - "Nina" (MDB); - Thiago do Vale (PSD). |
| 16                       | Piemonte da Diamantina         | Jacobina                          | - Mariana Oliveira (PSB); - Tiago Dias (PCdoB); - Valdice (PMB); - Valessio Filho de Jacobina (PSOL).                                                              |
| 17                       | Semiárido Nordeste II          | Euclides da Cunha                 | - Heldinho (PDT); - Rubenilson Campos (PSDB). |
| 18                       | Litoral Norte e Agreste Baiano | Alagoinhas                        | - Paulo Cézar (UNIÃO); - Catarino Pinto (PSOL); - Ednaldo Sacramento (PSTU); - Gustavo Carmo (PSD); - Pastor Lins (PL) - Leandro Sanson (NOVO).                    |
| 19                       | Portal do Sertão               | Feira de Santana                  | - José Ronaldo (UNIÃO); - Zé Neto (PT); - Carlos Medeiros (NOVO).                                                                                                  |
| 20                       | Sudoeste Baiano                | Vitória da Conquista              | - Sheila Lemos (UNIÃO); - Lúcia Rocha (MDB); - Waldenor Pereira (PT); - Marcos Adriano (Avante).                                                                   |
| 21                       | Recôncavo                      | Santo Antônio de Jesus            | - Edvaldo da Recôncavo (PMB); - Euvaldo Rosa (PSD); - Genival Deolino (PSDB).                                                                                      |
| 22                       | Médio Rio de Contas            | Jequié                            | - Alexandre "da Saúde" (PSD); - Zenildo "Zé Cocá" (PP). |
| 23                       | Bacia do Rio Corrente          | Santa Maria da Vitória            | - "Tonho de Zé de Agdônio" (UNIÃO); - "Léo Visão" (PSD). |
| 24                       | Itaparica                      | Paulo Afonso                      | - Juliano Nogueira (REP); - Marconi Daniel (PT); - Mário "Galinho" (PSD); - "Dudé da Vitran" (REDE) - Marcondes Francisco (PP); - Onilde Carvalho (NOVO).          |
| 25                       | Piemonte Norte do Itapicuru    | Senhor do Bonfim                  | - Laércio Junior (UNIÃO); - Helder Amorim (PT); - Rigoberto Batista (PRTB).                                                                                        |
| 26                       | Metropolitano de Salvador      | Salvador                          | - Bruno Reis (UNIÃO); - Geraldo Júnior (MDB); - Kleber Rosa (PSOL); - Victor Marinho (PSTU); - Silvano Alves (PCO); - Eslane Paixão (UP) - Giovani Damico (PCB).   |
| 27                       | Costa do Descobrimento         | Porto Seguro                      | - Luigi Rotunno (PSDB); - Gabriella Borges "Nega Van" (PSOL); - Claudia Oliveira (PSD); - Jânio Natal (PL) - Alyson Montezano (NOVO).                              |

## Violência política
Assim como tem ocorrido antes, durante e depois das eleições gerais de 2022, as eleições municipais deste ano também têm sido marcadas por atos de violência política que vêm ganhando visibilidade pelos meios de comunicação de massa e pelas mídias sociais. Neste ano têm sido identificados, na Bahia, assassinatos, ameaças contra eleitores, agressões físicas e restrições na liberdade de movimento de candidatos que se caracterizam eventos de violência política.
Nesse cenário de acirramento da violência nas eleições, a Escola Judiciária do Tribunal Regional Eleitoral da Bahia (TRE/BA) chegou a realizar em abril de 2024 uma capacitação sobre o enfrentamento à violência política de gênero.
O mês de maio de 2024 foi marcado por violência política em municípios situados na Chapada Diamantina e arredores. Em Seabra, Jorge Luiz Oliveira Mendes, conhecido como "Jorginho do Jatobá" (MDB), um vereador da Câmara Municipal seabrense que era pré-candidato à prefeito daquele município, sofreu agressões de um policial militar aposentado. Em Jacobina, situado no Piemonte da Chapada, o pré-candidato a prefeito Leopoldo Passos (SD) agrediu Reginaldo Francisco dos Santos (MDB), pré-candidato a vereador da Câmara Municipal de Jacobina.
Em Umburanas, no início de junho do ano de 2024, um pré-candidato a vereador chamado Valmir Justino dos Santos foi assassinado a tiros por dois homens que estavam em uma motocicleta.
Em Cardeal da Silva, município situado no Litoral Norte baiano, a pré-candidata à prefeita Maria Quitéria (PSB) relatou ter sofrido agressões físicas e verbais por adversários perto de seu domicílio.
Em Alagoinhas, o candidato à prefeito Paulo Cézar Simões (UB) relatou ter sofrido agressões físicas por adversários durante uma campanha realizada nas ruas.
Em 21 de junho de 2024, no município de Camaçari, situado na Região Metropolitana de Salvador, o vereador Dilson Vasconcelos Soares, conhecido como "Dentinho do Sindicato" (PT) e candidato à reeleição na Câmara Municipal de Camaçari, tornou-se o primeiro político baiano a ser condenado pela prática de violência política de gênero, quando a Justiça Eleitoral da comarca de Camaçari proferiu sentença, em primeira instância, julgando-o pelos atos de importunação sexual e constrangimento que o parlamentar camaçariense teria praticado contra sua então colega, a vereadora Professora Angélica (PP) que veio a se tornar candidata a vice-prefeita de Camaçari. Até o início de setembro de 2024, o recurso apresentado pelo vereador em seu processo criminal eleitoral ainda tramitava no TRE-BA sem julgamento definitivo.
Em 04 de agosto de 2024, no município de Coração de Maria, a jornalista Josiane Desiderio Mota (PSB), conhecida como "Josi da Rádio", candidata à prefeita nesse município, relatou ter sofrido ameaças de morte e apareceu vestida com um colete à prova de balas durante a convenção municipal do PSB que homologou a sua candidatura à prefeitura de Coração de Maria.
No final de agosto de 2024, a ativista, líder comunitária e bacharel em direito Alissandra Matos (PT), candidata a vereadora no Município de Serrinha, sofreu violência política de gênero por meio de dispositivo informático, ao ter seus dados pessoais íntimos vazados na Internet por crackers.
Em 29 de agosto de 2024, no município de Palmeiras, situado na Chapada Diamantina, o publicitário Marco Ribeiro (PODE), que havia sido candidato à prefeito daquele município nas eleições de 2020, em razão das disputas locais, teria sido ameaçado e sofrido agressões físicas e verbais perpetrados pelo próprio Prefeito de Palmeiras, Ricardo Guimarães (PSD), que ainda se encontra no exercício de seu mandato.
Em 30 de agosto de 2024, no município de Salvador, capital do estado, um guarda municipal de Salvador foi detido pela Polícia Militar da Bahia após tentar entrar armado durante a inauguração do Comitê Central da campanha de Geraldo Júnior (MDB), candidato à prefeito de Salvador, e de Fabya Reis (PT), candidata à vice-prefeita. Esse guarda municipal estava acompanhado de um candidato à vereador que adversário da chapa MDB-PT e apoiador do atual prefeito Bruno Reis.